# 坝轴线

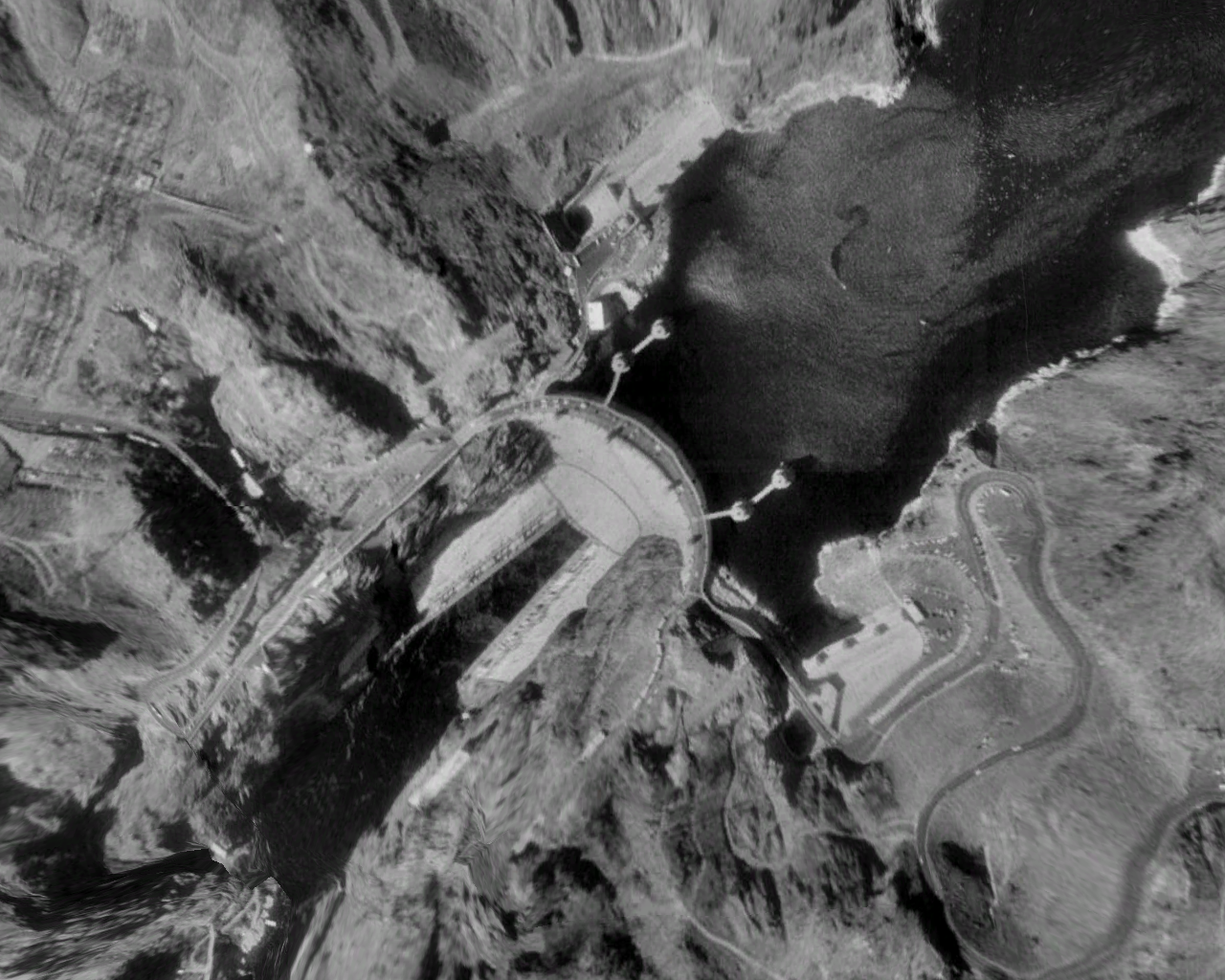
美國胡佛水壩高空照片，其壩軸線則是由左上到右下這條線

坝轴线或壩軸（dam axis），是水利工程術語，代表水庫或水壩位置的一条横贯河谷的线。一般來說，壩軸線都會設計與河流水流方向相互垂直。

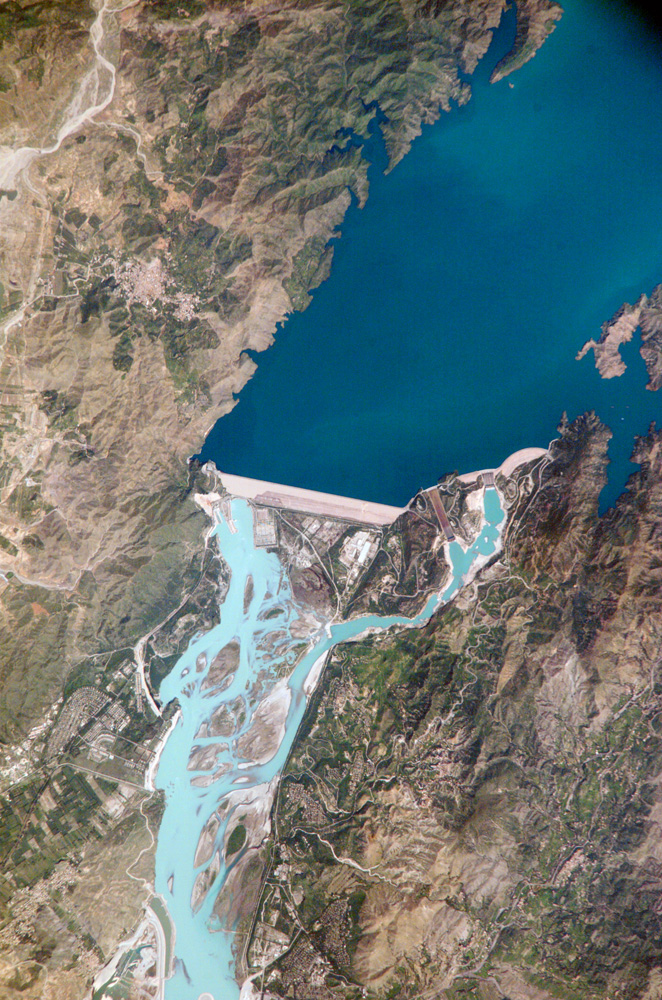
巴基斯坦塔貝拉水壩（Tarbela Dam）衛星照片，其壩軸線則是從左至右